# Eucalyptus benthamii
Eucalyptus benthamii är en myrtenväxtart som beskrevs av Joseph Henry Maiden och Cambage. Eucalyptus benthamii ingår i släktet Eucalyptus och familjen myrtenväxter. Inga underarter finns listade i Catalogue of Life.

## Bildgalleri

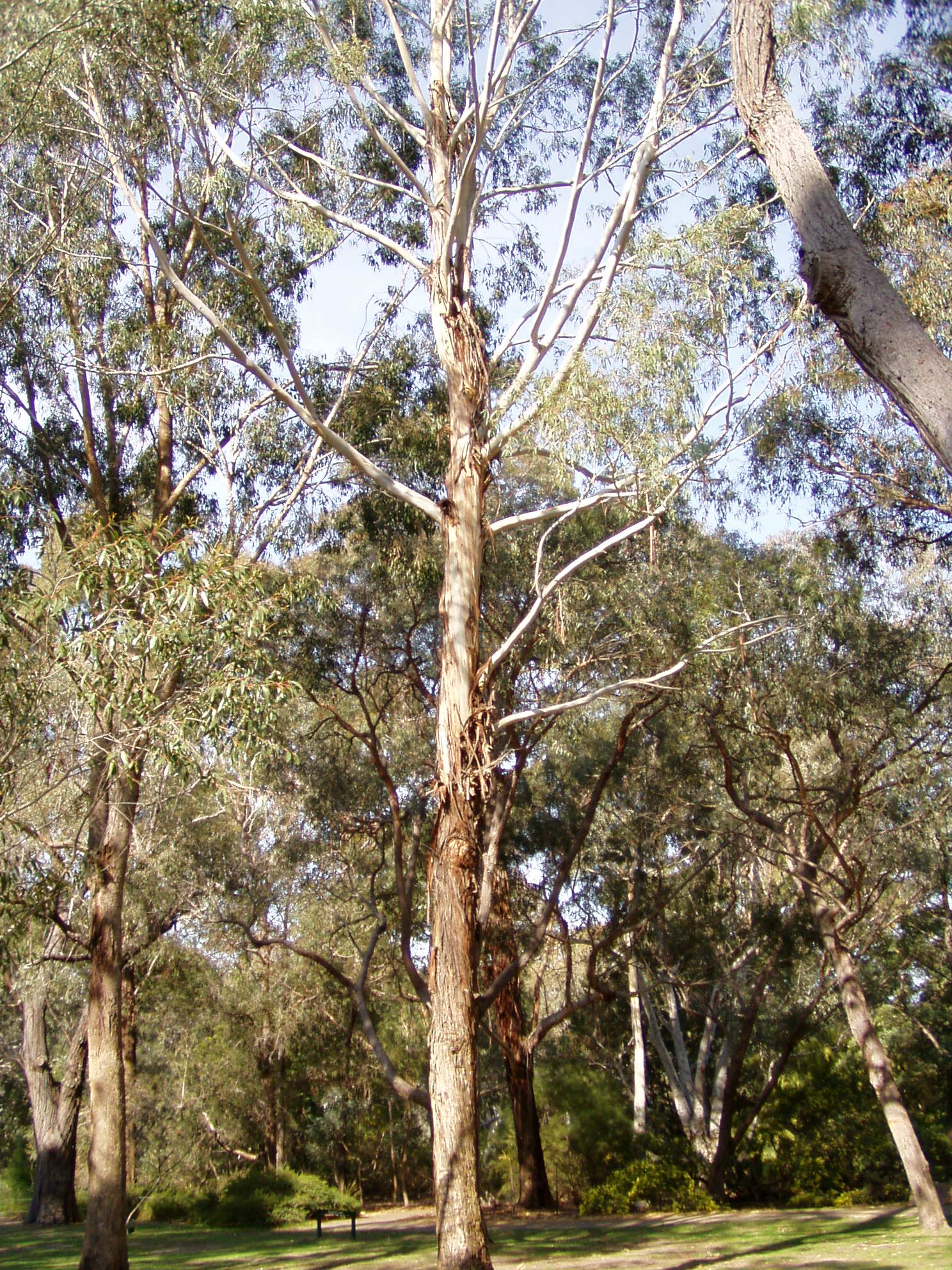
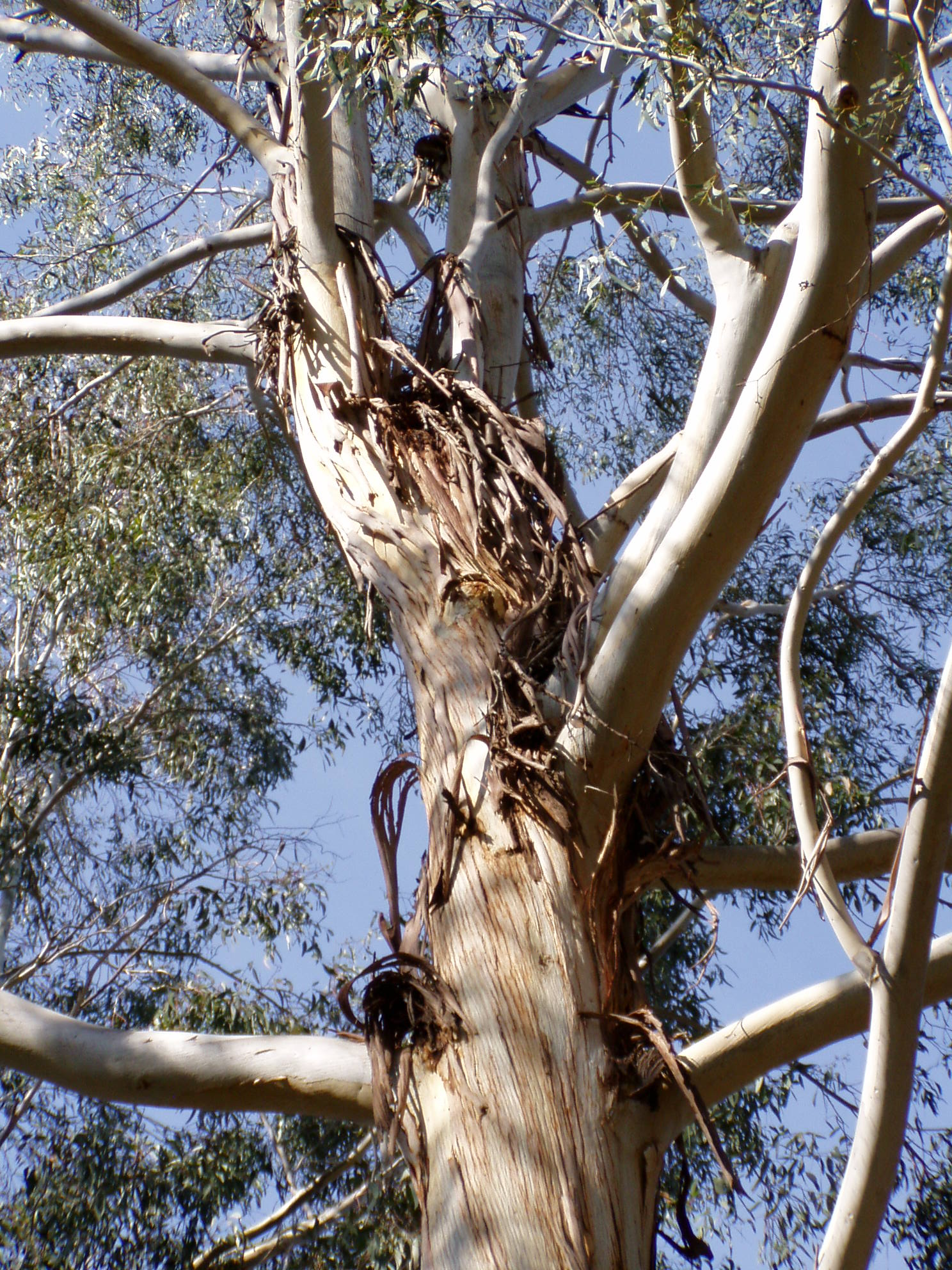
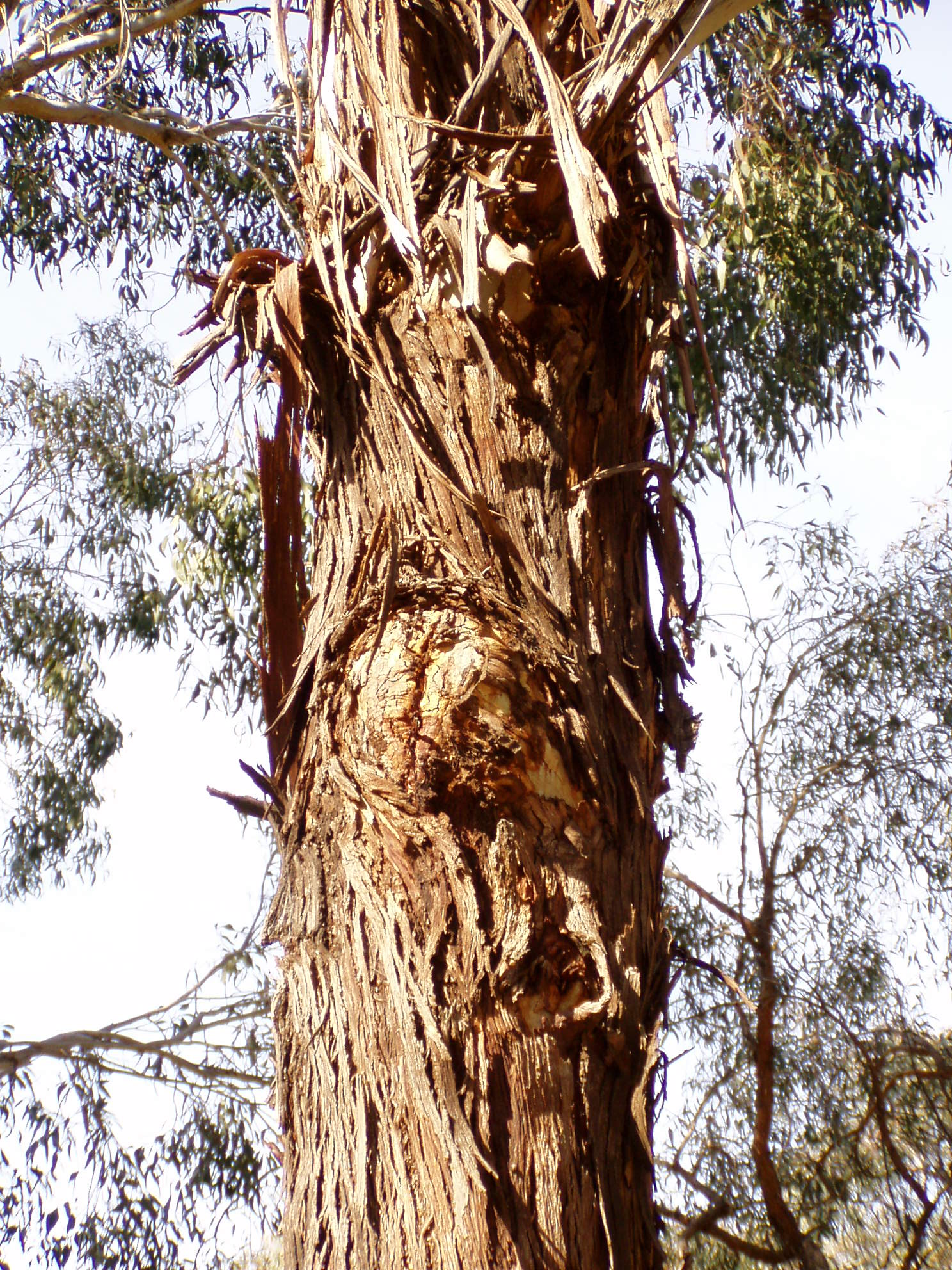